# Minbar

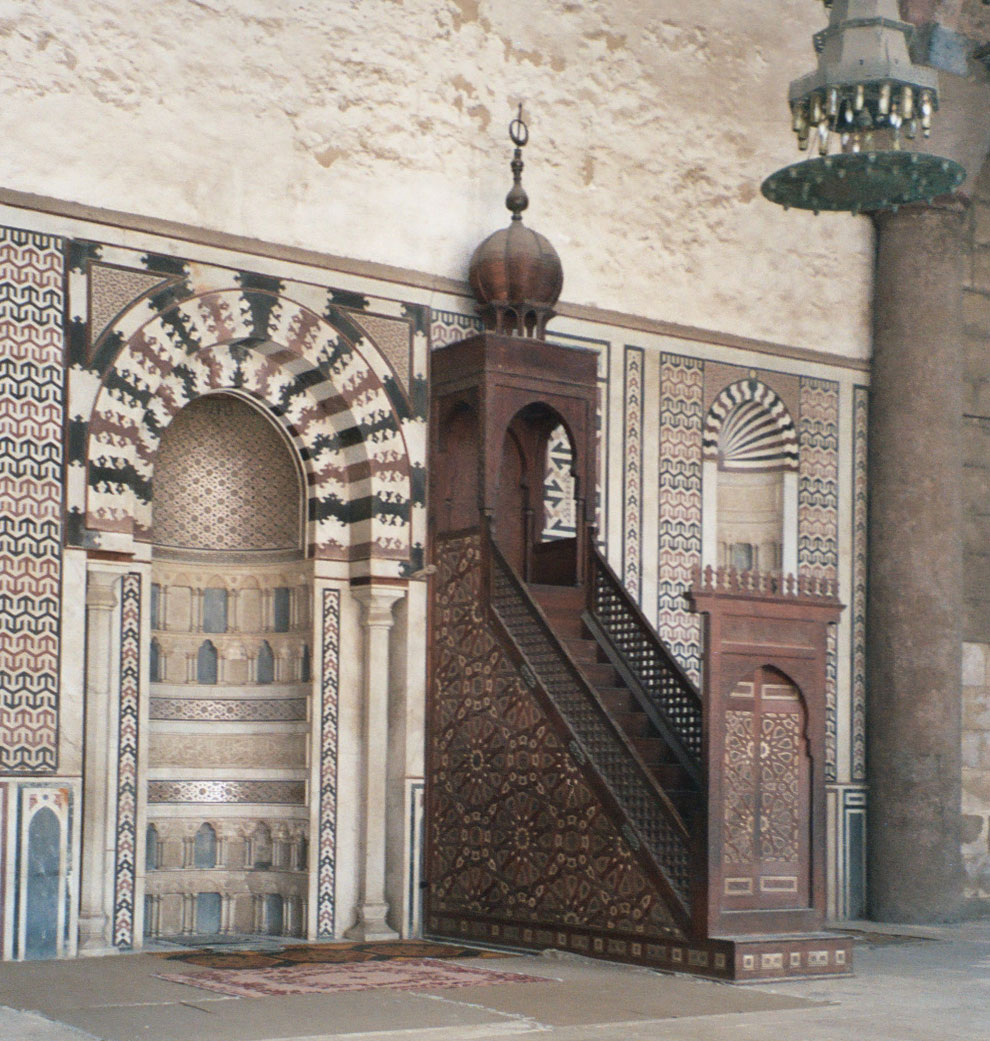
Minbar i mihrab w meczecie Sułtana Hassana w Kairze

Minbar, mimbar (arab. miejsce, skąd się woła, wzniesienie) – kazalnica, która jest standardowym wyposażeniem meczetu, ustawiona na prawo od mihrabu. Minbar z reguły budowany jest z drewna, rzadziej z kamienia lub metalu; ma zwykle kształt wysokiego krzesła o schodkowej podstawie. Nawiązuje on do podwyższenia, z którego zwykł przemawiać Mahomet. Minbar, początkowo dość prosty, z czasem przybrał formę wysokiej, wspaniałej konstrukcji, zdobionej najczęściej techniką ażurową lub inkrustacją.
Z minbaru wygłasza się uroczyste obwieszczenia, głosi chutbę i przemawia. W początkach islamu z minbaru przemawiał władca lub jego reprezentant, dziś zwykle teologowie i uczeni muzułmańscy.
Najstarszy minbar zachował się w Wielkim Meczecie Al-Kajrawanie (Kairuanie), w Tunezji. Pochodzi z 894 roku.